# Пограничная полоса (За гранью возможного)
«Пограничная полоса» (англ. The Outer Limits: The Borderland) — телефильм, 12 серия 1 сезона телесериала «За гранью возможного» 1963—1965 годов. Режиссёр: Лесли Стивенс. В ролях — Филип Эбботт, Глэдис Купер, Нина Фох, Берри Джонс, Питер Марк Ричман.
По утверждению автора сценария и режиссёра серии Лесли Стивенса, он хотел добиться того, чтобы картинка с помощью различных эффектов при съёмке получилась «психоделической». Однако полученный результат несколько встревожил телевизионную сеть American Broadcasting Company, и она придерживала трансляцию эпизода до середины сезона.

## Сюжет
Разум человека всегда стремился узнать, что простирается вне мира, в котором мы живем. Исследователи неведомого рисковали и в глубинах, и в воздухе. Из этих исследователей некоторые являются учеными, а некоторые — мистиками. Каждый преследует свою цель. Но одной общей целью, которую они стремятся достичь, является желание пересечь Пограничную полосу, и перейти за грань возможного.
Учёный Ян Фрэйзер сталкивается с магнитным полем, которое полностью изменяет форму живой материи. Фрэйзер и другой учёный пробуют отрегулировать своё оборудование, способное создавать это поле. Случайно Фрэйзер положил свою руку в отсек оборудования, и другие не успели вскрикнуть, как он уже выдернул свою руку оттуда. Фрэйзер с воплем «Господь всемогущий!» смотрит на свою руку.
Британский миллионер Дуайт Хартли нанял известного экстрасенса, госпожу Палмер, чтобы установить контакт со своим мертвым сыном, Гленном. Но она обвиняется в мошенничестве учеными Яном Фрэйзером, Питером Марком Ричмэном, Линкольном Расселом и Евой Фрэйзер, женой Яна. Линкольн Рассел встает и внезапно включает свет, прежде, чем контакт с иным миром будет установлен. Фрэйзер обнаруживает, что все иллюминационные эффекты, которыми поражала миллионера Палмер, спрятаны в щели в её столике. Спасая свою репутацию, экстрасенс заявляет, что, тем не менее, она связывалась с его сыном и описывает все детали этого общения и облик Гленна. Линкольн Рассел, партнер Яна Фрэйзера, говорит ей, что картины, изображающие сына господина Хартли, висят в соседней комнате на всеобщем обозрении и описать их нетрудно. Госпожа Палмер настаивает на том, что она никогда не видела эти картины. Эдгар Прайс, коллега Палмер, протестует против вмешательства в дело ученых и заявляет, что она исследовала потустороннее в течение многих лет, и она способна с большой скоростью двигаться вне нормального мира. Физики уезжают.
Дуайт Хартли понимает, что «маги» не могут помочь связаться с его сыном, что экстрасенсов интересуют лишь деньги и больше ничего. Миллионер решает спонсировать исследования Фрэйзера и его коллег. Фрэйзер настаивает, что он развил метод, который может проникнуть «в пограничную полосу» — это своего рода пространственный «самолет» между этим миром и другим, который может быть именно загробной жизнью. Но он нуждается во всей энергии столичной электросети, чтобы установить связь с иным миром. Богатый и влиятельный человек соглашается выполнить это условие, если Фрэйзер попытается связаться с мертвым сыном миллионера. Фрэйзер соглашается, и эксперимент начинается. В решающий момент экстрасенс Палмер и её партнер вновь появляются на сцене, планируя, в свою очередь, выставить ученых как мошенников.
Учёный Ян Фрэйзер посылает неодушевленные объекты, а также цветы и белых крыс, в другое измерение. Тем временем, фальшивые экстрасенсы придумывают план, как разрушить его эксперимент. В то время, как доктор Ян Фрэйзер находится в четвёртом измерении, один из экстрасенсов отключает электропитание. Жена ученого вытаскивает Яна из другого измерения. Отчаявшийся связаться со своим мертвым сыном, миллионер Хартли входит в камеру связи с иным миром и исчезает.
Есть миры вне пространств, в пределах которых должен странствовать путешественник, но есть одна сила, которая, кажется, находится выше пространства и времени, жизни и смерти. Это — очень человечная сила, которая дает нам безопасность и объединяет вместе, когда все другие силы объединяются, чтобы нас разлучить — и мы называем это силой любви.